# 乔安娜·叶茨谋杀案
乔安娜·克莱尔·叶茨（英語：Joanna Clare Yeates，1985年4月19日－2010年12月17日）是英格兰汉普郡景观设计师，2010年12月17日晚，她在布里斯托尔和同事一起外出后失踪。她的亲属和警方公开呼吁广大市民提供线索，叶茨的尸体于12月25日在萨默塞特郡北部的鄉郊小鎮法兰德（Failand）被一对情侣发现，经验尸确认她是被人勒死。
案件调查过程代号“辮子行动”，是布里斯托尔地区历史上最大规模的警方调查之一。叶茨的家人通过社交网络服务和新闻发布会请求公众协助，有关案件的报道基本主宰了这年圣诞期间的英国媒体。媒体共计提供6万英鎊悬赏金，奖励提供线索促使案犯被捕并定罪的市民。警方起初将叶茨的房东、住在同一幢楼内的克里斯托弗·杰弗里斯列为嫌疑人并将他逮捕，但之后没有提出起诉直接释放。
2011年1月20日，叶茨的邻居、32岁的荷兰裔工程师文森特·塔巴克被捕。这时媒体的关注焦点是英国广播公司重现叶茨失踪过程的电视节目《犯罪观察》。经过两天的盤問，检察官于2011年1月22日起诉塔巴克谋杀叶茨。2011年5月5日，塔巴克承认误杀叶茨，但并没有预谋杀人。案件庭审于2011年10月4日启动，法庭于同月28日判处被告谋杀罪名成立并处以终身监禁，至少20年不得假释。
多家英国报纸因在案情报道过程中的不当行径遭到起诉。杰弗里斯起诉8家出版社在报道他被捕的消息时有诽谤行为，法院支持他的起诉要求，判决报纸对他受到的实质性损害给予赔偿。《每日镜报》和《太阳报》因在报道中包含可能危及庭审公正性的信息而被判藐视法庭罪名成立。叶茨的追悼会在她生前居住的布里斯托尔郊区的教区教堂举行，葬礼则是在她父母位于汉普郡的家附近举行。当地还计划建设多个纪念场馆，其中一个位于布里斯托尔某家新医院的花园内，这个花园正是叶茨生前为该医院设计。

## 人物背景及失踪经过
乔安娜·克莱尔·叶茨于1985年4月19日在英格兰汉普郡出生，她的父亲叫大卫·叶茨（David Yeates），母亲叫特雷莎·叶茨（Teresa Yeates）。乔安娜在罗姆西附近的爱伯利园（Embley Park）接受私立教育，再在彼得·西蒙兹学院（Peter Symonds College）取得普通教育高级程度证书，然后又在瑞特尔学院取得景观设计学位。接下来她进入格罗斯特郡大学深造，并取得景观设计专业深造文凭。
2008年12月，叶茨在温彻斯特的海兰·埃德加公司结识25岁的景观设计师格雷格·里尔登（Greg Reardon），两人于2009年同居，并在公司迁至布里斯托尔后在该市定居。叶茨之后跳槽到建筑设计合作公司驻布里斯托尔分部上班。2010年10月，叶茨和里尔登搬进该市克利夫顿郊区卡宁格路44号的一个套间。

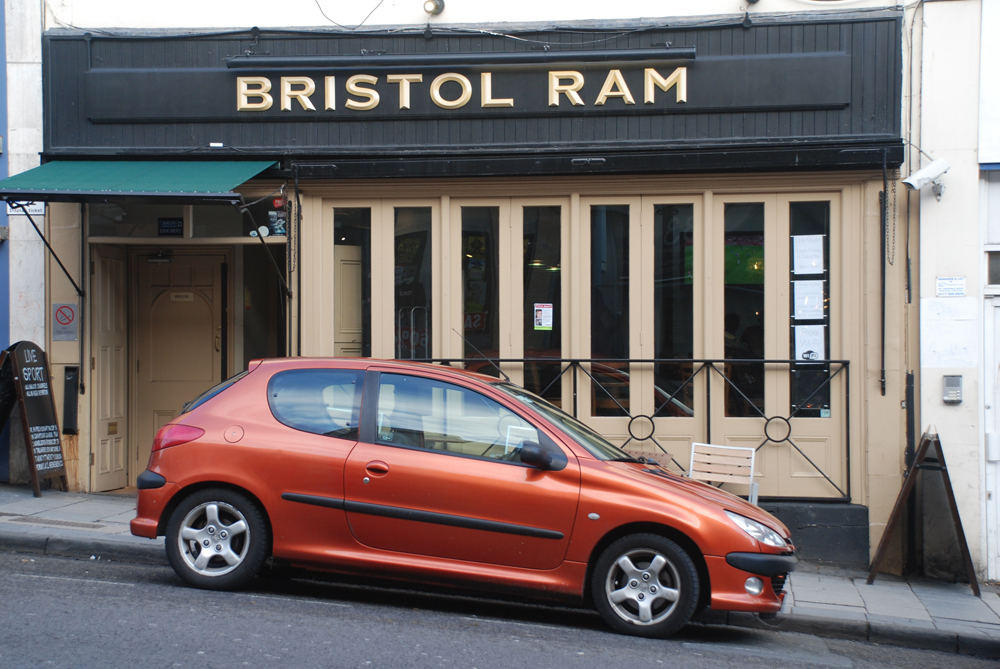
布里斯托尔拉姆酒吧，这里是叶茨失踪前同事最后一次看到她的地方。

2010年12月19日晚20点左右，里尔登从谢菲尔德回到家，发现叶茨不在。用电话短信联系女友未果后，他在家里等待叶茨。过了一会儿他又试着拨打她的电话，但却发现叶茨的手机就在她外套口袋里，外套也还在家里。里尔登发现女友的包和钥匙都在家里，而且他们养的猫显然没有得到照料。等到午夜还没有消息后，里尔登向警方报告叶茨失踪，并告知她的双亲。
经刑侦人员确认，叶茨曾于2010年12月17日晚和同事一起在公园街（Park Street）的布里斯托尔拉姆酒吧（Bristol Ram pub），然后在当晚20点左右离开，这里距她家步行只需30分钟。她告诉朋友和同事，这将是她搬进新家后度过的第一个没有里尔登陪伴的周末，对此她一点也不期待，打算在此期间做一些烧烤，为两人计划下周举办的聚会做准备，还打算去购物准备过圣诞节。经闭路电视监控显示，叶茨于当晚20点10分左右离开一家维特罗斯超市，但并没有买任何东西。20点30分，她打电话给最好的朋友丽贝卡·斯科特（Rebecca Scott），希望在圣诞夜见面。另据录像显示，叶茨还于20点40分左右在一家乐购分店购买披萨饼，这也是警方找到有关她行踪的最后纪录。此外，她还在乐购分店附近的便利店买了两小瓶苹果酒。

## 搜索、公开呼吁，找到尸体
里尔登同叶茨的朋友们一起設置一個网站并希望利用社交网络尋找她的下落。2010年12月21日，叶茨的父母和里尔登在警方新闻发布会现场公开呼吁，请求广大市民伸出援手，确保她平安归来。2010年12月23日，叶茨的父亲大卫在经天空新闻台和英国广播公司新闻直播的另一场新闻发布会上称：“我估计她是在回到家后再被绑架的……从留下的东西看，我完全不明白这次绑架到底是在什么情况下发生的……我只能肯定，她不会把这些东西都留在家里自己走出去，她肯定是被带到了什么地方。”叶茨的钥匙、手机、钱包和外套都留在家里，警方还找到她购买披萨饼的收据，但买的饼及其包装都不在。叶茨买的两小瓶苹果酒都在家里，其中一瓶已经用掉部分。由于现场没有任何强行进入或打斗的迹象，警方怀疑叶茨可能认识绑架她的人。
2010年12月25日，法兰德的一对情侣在朗伍德巷（Longwood Lane）某高尔夫球场旁遛狗时发现一具衣着完好的尸体，旁边是一家沙石场的入口，这里距叶茨的家约有4.8公里。经警方确认，死者就是叶茨。2010年12月27日，里尔登和叶茨的家人来到找到尸体的地点，大卫表示他人已经告诉过自己和家人要“做好面对最坏情况的准备”，他对女儿的尸体终于找到感到解脱。受案件调查的影响，葬礼需要延期。病理学家纳特·凯莉醫生（Dr Nat Carey）同意在2011年1月31日把尸体交还给叶茨的家人。

## 调查
案件调查过程人称“辮子行动”（Operation Braid），由雅芳郡和萨默塞特郡警隊重案调查组总督察菲尔·琼斯（Phil Jones）带队，动用的侦探和文职人员一共有80人，是该局历史上最大规模的警方行动之一。琼斯呼吁市民挺身而出，提供任何有助于抓获凶手的线索，特别是他人发现叶茨尸体前住在法兰德朗伍德附近的人都有可能是目击证人。他还称，调查组正在寻找一名“浅色四轮驱动车”的司机问话。据琼斯表示，警员已对“数以千计的电话应接不暇”，被这些电话“提供的破案线索和途径累得筋疲力尽。”警方核查的监控录像超过100小时，还检查了从叶茨家附近收集的共计29.3万公斤垃圾。灭罪热线（Crime Stoppers）悬赏1万英镑，奖励提供线索促使案犯被捕并定罪的市民，《太阳报》也提供5万英镑赏金。政府当局建议当地居民关好门窗，还警告女性夜间不要单独在外。叶茨的父亲于12月29日就案件调查接受采访时称：“我担心犯案人永远都不会投案，但我们还是期望警方能够找到此事的罪魁祸首。”

### 验尸和初步调查
发现叶茨的尸体后，雅芳郡和萨默塞特郡警隊的探员呼吁任何掌握相关线索的市民同警方联系，同时还对情况类似的其它案件进行研究。这些类似案件中警方特别关注的包括：1974年被勒死的20岁女子格伦尼斯·卡拉瑟斯（Glenis Carruthers）；1996年失踪的25岁女性梅兰妮·霍尔（Melanie Hall），她的尸体直到13年后才寻获；此外还有2009年失踪的35岁妇女克劳迪娅·劳伦斯（Claudia Lawrence）。调查人员认定，叶茨案和霍尔案存在“惊人的类似之处”，两人年龄和外表接近，而且都是见过朋友并回家后再失踪，不过警方之后没有特别针对这些联系进行大张旗鼓的调查。警方取得克利夫顿吊桥的监控录像，因为如果要从叶茨最后一次被他人看到的克利夫顿（Clifton）到达发现尸体的地方，这里是最直接的路线。但是，监控录像的清晰度很差，根本不可能看清车上的人或是车牌号码。警方还得知，凶手有可能向南多走不到一英里，通过雅芳河上的雅芳大桥来避开监控。
验尸工作从2010年12月26日开始，但尸体的冻结程度导致给出结果的时间相应延迟。警方起初认为，叶茨有可能是冻死的，因为她身上并没有任何可见的伤痕。2010年12月28日，警方宣布病理学家经验尸确定叶茨是被勒死的，所以案件正式归类为谋杀。验尸结果表明，受害人应该是在尸体于圣诞节被人发现前几天就已死亡，同时叶茨体内也没有她之前购买的披萨饼。据琼斯表示，警方没有找到任何证据证明乔安娜有受到性侵犯，此外，出于标准程序需要，警方还搜查了里尔登的笔记本电脑和手机，之后认定他没有犯罪嫌疑而作为证人对待。
叶茨失踪当晚，在她家附近另一幢房子里参加聚会的某青年女子称，曾在晚上21点过后不久听到叶茨的家方向传来两声惊叫。住在叶茨家后面的另一位邻居称他曾听到某个女人大喊“救命”，但想不起具体的时间。警方拆掉叶茨家的前门，希望能找到衣物纤维和证据，并核实凶手是否有可能在叶茨返回前就已潜入她家。

### 进一步调查
调查案件的资深探员请求英国国家警务改善局协助，该机构会向疑难案件提供专业建议。2011年1月4日，一名曾参与多宗杀人要案调查的临床法医心理学家加入调查组，希望能减少潜在嫌犯的数量。琼斯称手下警员已经确立上千条线索，他还说：“我可以向你保证，我们有决心破案，把杀害乔的凶手绳之于法”。1月5日，琼斯透露叶茨的尸体身上少穿了一只袜子，这只袜子不在她家，也不在发现尸体的地方。
警方通过向全国范围发起宣传活动，呼吁目击者提供线索。相应页面于2011年1月4日建立，到次日已有近25万次查阅，有关叶茨的闭路监控画面到1月5日时在上已有12万人次观看。
2011年1月9日，英国下议院东布里斯托尔议员克里·麦卡锡（Kerry McCarthy）表态称，如果警方觉得会有帮助，她支持开展公共筛查。雅芳郡和萨默塞特郡警隊曾于1955年对当时18岁的路易丝·史密斯（Louise Smith）失踪一案开展大规模筛查。麦卡锡还提议，筛查范围不应局限在克利夫顿，还应当包括整个布里斯托尔地区。之前從叶茨尸身上套取的已经用於检测，准备用于潜在嫌疑人的比对。警方还开始追踪生活在其管辖范围内数百个已登記性罪犯，确立他们12月17日的行踪。

### 逮捕及犯罪过程重现
2010年12月30日早上7点刚过，叶茨的房东、住在同一幢楼内的克里斯托弗·杰弗里斯（Christopher Jefferies）被警方以谋杀罪名逮捕。他被带到当地警局问话，同时取证人员对他的公寓进行偵查。12月31日，一名高级警察批准调查人员将拘留时间延长12小时，以便继续向杰弗里斯问话。警方之后还向裁判官请求进一步延长嫌疑人的拘留时限，并分别在12月31日和2011年1月1日两度获准。办案人员将杰弗里斯作为嫌犯拘留了96小时，但最终还是不得不在两天后准许他保释。杰弗里斯聘请司徒高义合股律师事务所作为自己的法律代表行事。2011年3月4日，警方释放杰弗里斯并宣布他没有做案嫌疑。多家媒体在杰弗里斯被捕后发表对他名誉不利的报道，对此他以诽谤罪名起诉，从警局获释后他也在这些诉讼中获胜，但所获得的赔偿金数额不得而知，雅芳郡和萨默塞特郡警方还对调查过程可能对他造成的任何不便致歉。
2011年1月，英国广播公司电视节目《犯罪观察》（Crimewatch）在布里斯托尔地区取景拍摄重现案发过程的节目，并于同月26日播出。曾参与《哈利·波特》系列电影制作、总部位于格洛斯特郡的雪花商务公司签约重现叶茨失踪期间布里斯托尔地区白雪皑皑的天气情况。叶茨生前最后活动的重现和拍摄于1月18日进行，媒体开始就节目进行报道后的24小时里，已经有300余人联系警方。案情出现突破性进展，刑侦人员估计，凶手可能是使用大型手提袋或手提箱来转移受害者的尸体。
1月20日清晨，雅芳郡和萨默塞特郡警隊逮捕32岁的荷兰裔工程师文森特·塔巴克（Vincent Tabak），他和女友一起住在叶茨隔壁的公寓。不过，由于之前杰弗里斯被捕期间多家媒体的报道有违相应法规并引发争议和司法诉讼，这次当局拒绝透露嫌犯受审的详细进展。塔巴克被捕主要是因为某女性的匿名举报，就在《犯罪观察》播出叶茨的父母请求广大市民伸出援手的节目播出后不久。警方将卡宁格路暂时封闭，并在叶茨家周围搭建脚手架，还把塔巴克的公寓封死。据信塔巴克被捕前曾住在某个朋友的联排别墅，距他家约1英里路径，所以刑侦人员也搜查了这里。警方曾在调查初期排除塔巴克的作案嫌疑，他此前曾休假前往荷兰，探望家人后再返回英国。
塔巴克被捕后，英国广播公司取消在《犯罪观察》播出重现叶茨案经过节目的原有计划。1月31日，多张此前未经公布过的叶茨照片通过该节目网站发布。

### 检验
叶茨案的检验由私营公司负责，该公司已为多起刑事案提供法医分析服务。体液和专家林赛·莱伦（Lindsey Lennen）所在小组主要负责分析受害人身上找到的证据，据她所说，虽然检测结果指向塔巴克，但可靠性还不够。小组采用的检验方法叫，通过提纯和浓缩来增强原本不可用样本的可靠性：“我们无法确定这些究竟是来自唾液、精液甚至碰触，但我们可以肯定，同塔巴克不相符的可能性不足10亿分之一。”

## 司法诉讼和凶手

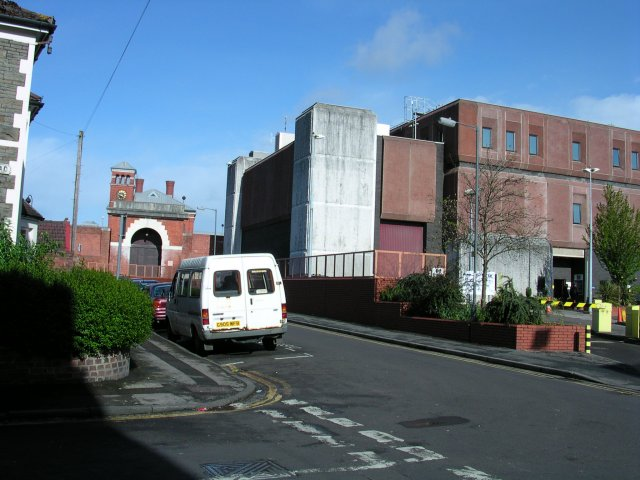
为保障嫌犯人身安全，有关部门将文森特·塔巴克从布里斯托尔监狱转移到别处。

### 谋杀指控和认罪
经过审问和96小时的拘留，塔巴克于2011年1月22日被控谋杀乔安娜·叶茨。1月24日，他在布里斯托尔的裁判法院短暂露面，同时仍由警方收监。聆讯时间定在1月25日，塔巴克的律师保罗·库克（Paul Cook）没有为当事人申请取保候审。为保障嫌犯安全，有关部门将塔巴克从布里斯托尔监狱转移，暂时关押在伍斯特郡韦查冯区伊夫舍姆附近的朗拉丁监狱，并加以自杀监控。塔巴克远在荷兰的亲朋好友开始为他的法庭辩护筹资。
塔巴克一度声称自己与叶茨的死毫不相干，那些指控他的证据是腐败官员栽赃陷害。但到了2月8日，他又告知监狱牧师彼得·布拉瑟顿（Peter Brotherton）自己的确杀了她，打算认罪。
2011后5月5日，文森特·塔巴克承认误杀叶茨，但否认自己有杀人预谋，但是，皇家检控署拒绝接受他的认罪。9月20日，塔巴克在布里斯托尔皇家法院参加预审聆讯，之前几次聆讯都是嫌疑人通过视频参加，一直没有离开监狱。

### 文森特·塔巴克
文森特·塔巴克生于1978年2月10日，荷兰裔人士，职业是工程师，从2007年就开始在英国居住和工作。塔巴克的父母共有5个孩子，他是家中老幺，在埃因霍温以北约34公里的于登（Uden）长大。案件审理工作结束后，塔巴克童年时期的邻居约翰·马索尔（John Massoeurs）回忆称，塔巴克为人聪明，但个性内向孤僻。1996年，塔巴克进入埃因霍温理工大学深造，于2003年取得建筑、建设和规划理学硕士学位，接下来又开始攻读哲学博士学位，其论文主要研究人们会如何使用办公楼和公共区域的空间，这篇论文于2008年出版。
2007年完成学业后，他进入位于巴斯的布罗哈波尔德（Buro Happold）工程咨询公司工作，然后移居英国并住当地一套公寓。他的工作职责是“人流分析”，这需要他研究人们在包括学校、机场和体育场馆在内的各种公共空间内会如何走动。塔巴克通过《卫报》的线上约会网站“灵魂伴侣”（Soulmates）结识了一名女性并开始交往。之后有报道称，她是塔巴克第一个认真交往的女友。他还在论文中向女友致谢，其中写道：“我对她走进我的生活感到非常幸福。”2009年6月，两人搬进布里斯托尔卡宁格路的一个套间。乔安娜·叶茨和男友于2010年10月搬到旁边的公寓，但她和塔巴克在12月17日前并没有见过面。
杀害叶茨后，塔巴克看到媒体的相关报道，然后企图将谋杀嫌疑引到杰弗里斯身上，自己则在荷兰同亲友共度新年。他曾致电雅芳郡和萨默塞特郡警方，称杰弗里斯曾在12月17日晚开车出门，警方于是派罪案调查组探员卡伦·托马斯（Karen Thomas）飞往阿姆斯特丹向他问话。两人于12月31日在阿姆斯特丹史基浦机场碰头，塔巴克详细阐述他的说法，但托马斯对之产生怀疑，因为塔巴克的证词与之前电话中存在不符，还对正在进行的法医检验工作表现出异常兴趣。
叶茨被杀前的几个月里，塔巴克在英国和美国出差期间曾用电脑查找过多家提供应召女郎的机构，还用电话联系过多个妓女。他还曾查看一些描绘女性被男性主导控制的暴力互联网色情片，还有这些女性被绑起来并堵住嘴巴、亦或被掐住脖子的照片。案件调查期间，警方在塔巴克的电脑上发现神似叶茨的女性照片，其中一张显示该女性拉起上衣，露出内衣和乳房。他人发现叶茨的尸体时，她身上也穿着类似上述照片的粉红色上衣。
案件开审后，检方御用大律师奈杰尔·利克雷（Nigel Lickley）主张让陪审团了解塔巴克所做所为的严重性：“要（这样）夺走一个女人的生命，不但需要用力掐住她（的脖子），而且还要保持足够长的时间”。法官认为，塔巴克观看色情片并不能说明他的行为存在预谋，所以这方面信息不在检方的呈庭证据内。案件审理结束后，警方又在塔巴克的笔记本电脑上发现儿童色情图片。2013年12月，皇家检控署宣布会就持有儿童色情图片起诉塔巴克。2015年3月2日，塔巴克承认犯下拥有儿童不雅图片的罪行，被判入狱10个月。

### 庭审
2011年10月4日，文森斯·塔巴克谋杀乔安娜·叶茨案在布里斯托尔皇室法院开审，由法官菲爾德主持、陪审团审理。被告的庭审辩护律师是御用大律师威廉·克莱格（William Clegg），奈杰尔·利克雷则代表检方。塔巴克当庭承认犯下误杀错，但没有预谋杀人。
检方首先阐述案情，指控塔巴克于2010年12月17日晚在被害人家中把到家还只有几分钟的叶茨勒死，并在杀人过程中使用“充足的武力”。检方指出，被告比受害人要高30厘米左右，他利用身高和体型压倒叶茨，用手腕把她强压在地板上，受害人的头部、颈部、躯干和手臂在挣扎期间一共受了43处伤，其中包括割伤和瘀伤，鼻子也因此骨折。利克雷向法庭强调，这段挣扎的持续时间很长，叶茨是在痛苦之下缓慢死去。不过，他并没有在庭上解读塔巴克攻击叶茨的动机。
呈庭证据表明，塔巴克杀害叶茨后试图通过异地抛尸隐蔽罪行，陪审团还得知，从受害人尸体上取得的同被告相符。死者膝盖后方位置的牛仔裤上存在样品，这表明被告扛起尸体时曾抓住她的腿部，布料纤维残留则说明尸体曾接触过塔巴克的外套和汽车，办案人员还在抛尸现场附近某个可以俯瞰采石场的地方墙壁上发现血液。检方还称，被告曾在案件调查期间试图陷害克里斯托弗·杰弗里斯，叶茨被害后的几天里，他还在网上搜索有关尸体分解所需时间、以及克利夫顿地区垃圾收集的日期等信息。
塔巴克辩称，他杀害叶茨并非出于性方面动机，他在做证时还称，自己当时只是想要亲吻受害人，但她这时大声喊叫，他只是想让她安静下来而失手将其杀害。被告还称，叶茨在他面前表现轻浮，邀请他进屋共饮，后来她开始尖叫，自己于是抓住她的手来捂住她的嘴并掐住脖子，只想让她静下来。他否认控方有关打斗的指控，称自己只用“极小的力道”掐住受害人的脖子，保持的时间“大概是20秒钟”。被告还在法庭上表示，自己弃尸后一直“心慌意乱”。
法庭于10月26日休庭，等待陪审团商议后做出裁决。经过两天的商议，陪审团于28日以10比2的绝对多数裁决塔巴克谋杀乔安娜·叶茨罪名成立。法庭判处被告终身监禁，至少20年不得假释。主审法官在量刑时表示，这起杀人罪行受到“性因素”的影响。

## 媒体报道引发的争议
部分英国媒体对案件某些方面的报道引发争议，独立电视新闻被暂时禁止参加警方新闻发布会，叶茨的前房东和总检察长都对多家报纸提出起诉。
2011年1月4日，独立电视新闻在报道中批评警方处理案件调查过程失当，雅芳郡和萨默塞特郡警隊为此暂时禁止该电视台记者参加发布案情最新进展的记者招待会。该台新闻工作者杰兰特·文森特（Geraint Vincent）声称，警方在案件调查上几乎毫无进展，还质疑办案人员是否遵循正常的办案程序。据曾在杀人重案组任职的某探员声称，警局没有遵循“某些常规调查程序”，如在犯罪现场寻找新证据等。面对禁令，独立电视新闻批评警方企图“通过审查限制我们能够播出的信息”，警局对此向英国通信办公室投诉，称该台的报道“不公平、幼稚且不负责任”。警方随后取消针对电视台的禁令，但又称“将来还是会毫不犹豫地采取类似措施”。检方还曾考虑起诉某账号用户，该账号在推文中透露塔巴克曾观看带有窒息式性爱和奴役内容的互联网色情片，但在相关推文删除后决定不再追究。
2011年1月5日，媒体评论员罗伊·格林斯莱德（Roy Greenslade）在伦敦《标准晚报》（Evening Standard）发文，对多份报纸在叶茨的房东杰弗里斯被捕后发表针对他的负面报道表示担忧，称这些报道对于个人名声来说仿佛大规模暗杀。他举出媒体发表的多篇报道标题及正文为例，例如《太阳报》就在标题中称曾在克利夫顿学院任職教師的杰弗里斯古怪、花哨、猥亵而且令人毛骨悚然；《每日快报》则在报道中引述某个曾在杰弗里斯任教期间就读克利夫顿学院、但不愿透露姓名的学生的话，称他仿佛肥佬教授般行为古怪，令学员感到害怕；《每日电讯报》的文章中称，克利夫顿学院的学生觉得他是“黑暗和暴力前卫电影的影迷”。4月21日，杰弗里斯以诽谤罪名起诉《太阳报》、《每日镜报》、《每日星报》、《每日快报》、《每日邮报》和《每日纪事报》（Daily Record）共6家报社。
西蒙斯、缪尔黑德和伯顿律师事务所（Simons Muirhead and Burton）的路易斯·查拉兰博斯（Louis Charalambous）是杰弗里斯起诉报社的律师，2008年馬德琳·麥卡恩失蹤事件调查期间，罗伯特·穆拉特（Robert Murat）成为嫌疑人后也曾遭遇类似的指控并因此起诉媒体，然后就是在查拉兰博斯的帮助下打赢官司。7月29日，杰弗里斯接受《太阳报》、《每日镜报》、《周日镜报》（Sunday Mirror）、《每日纪事报》、《每日邮报》、《每日快报》、《每日星报》和《苏格兰人报》（The Scotsman）在报道他被捕时的“实质性”诽谤伤害赔偿。杰弗里斯在塔巴克定罪后接受采访，称这场风波几乎浪费了他整整一年的时间，所有计划在此期间做的事都不得不搁置。他还批评政府更改法律援助方面法律的计划，因为人们采用法律手段同报纸对抗的途径本来就很少，再在法律援助上增加更多条条框框，只会令事态雪上加霜。
2010年12月31日，英格兰和威尔士总检察长多米尼克·格里夫（Dominic Grieve）表示，他正考虑根据《1981年藐视法庭法令》强制要求媒体不得发布有可能损及未来庭审公正性的信息。犯罪学教授大卫·威尔逊（David Wilson）针对英国全国范围媒体对这起谋杀案的高度关注评论：“英国公众喜欢侦探剧……这是种非常英国化的现象。我们是第一个用谋杀案来卖报纸的国家，这种文化比其他地方更加根深蒂固。”在威尔逊看来，叶茨身为白种女性专业人士，对于媒体来说可谓是“理想的受害者”。1月1日，叶茨的男友里尔登针对杰弗里斯被捕后的新闻报道称：“乔的生命就这样悲剧性地中断了，但社会和新闻媒体对于现在还清白无辜的人却这样横加指责，对其人格大放冷箭，这种行径是可耻的。”
2011年5月12日，行政法院批准总检查长以藐视法庭罪起诉《太阳报》和《每日镜报》，指控两家报纸在报道杰弗里斯被捕的消息时有逾矩行为。7月29日，主審案件的首席法官賈奇勳爵、上訴法院法官約翰·托馬斯爵士和高等法院法官羅伯特·歐文爵士裁定两家报纸藐视法庭罪名成立，《太阳报》被处罚金1.8万英镑，《每日镜报》5万英镑。其中賈奇勳爵在判詞中表示：“在我们看来，这是原则问题，对被捕犯罪嫌疑人的中伤就是潜在的妨碍司法公正。”两家报纸的出版商随后就罚款金额提出上诉，但英格兰和威尔士最高法院于2012年3月9日驳回《每日镜报》的上诉，《太阳报》则主动撤回上诉。

### 后果
2011年1月底，英国议会在对一项私人條例草案展开辩论时一度援引叶茨案，这项法案建议对在新闻报道中透露未经起诉嫌犯姓名的记者处以6个月有期徒刑。法案于2010年6月由布罗克斯托保守党议员安娜·索布里在下议院提出，她过去也当过记者和刑法大律师。2011年2月4日，索布里在下议院辩论时称：“我们在布里斯托尔看到的实际上是捕食前的狂躁和中伤。大部分报道内容不但（与案情）完全不相干，而且还有恐同情绪，我对此深恶痛绝。对这个人的诬蔑已经无法无天了。”不过，由于法案接下来受到保守党领导的联合政府反对，她主动撤回了法案。
《世界新闻报》的窃听丑闻爆发后，英国首相戴维·卡梅伦設立萊韋森調查委員會，调查英国媒体的职业素养和操守，杰弗里斯向该調查委員會作供，称经警方问话后，媒体记者已经把他“逼上绝路”，他说：“很显然，这些小报记者已经认定是我犯下谋杀叶茨小姐的罪行，而且看起来他们也吃了秤砣铁了心要说服公众我是有罪的。他们刊出一系列针对我个人且非常严重的指控，但都是不真实的，他们以此为手段，走上抹黑我的狂热道路。”2012年1月16日，《每日镜报》主编理查德·华莱士（Richard Wallace）在接受调查组质询时坦承，该报对杰弗里斯被捕的报道是他担任主编职业生涯中的“黑点”。

## 后事和纪念
2011年1月2日，助理教区牧师丹·克拉克（Dan Clark）在克利夫顿基督教堂主持叶茨的追悼会。2011年12月17日是叶茨逝世1周年，许多人来到这所教堂为她祈祷，向她的家人致以慰问和敬意。格雷格·里尔登为纪念叶茨创立慈善网站，主要为失踪人士的家人筹集资金。叶茨的亲朋好友在位于罗姆西的哈罗德·希利尔爵士园林为她栽植出一片纪念花园，叶茨求学期间曾在此工作。叶茨生前工作的建筑设计合作公司和当地的國民保健署信託基金宣布，他们计划在叶茨生前为布里斯托尔南米德（Southmead）一家造价4.3亿英镑新医院设计的花园内为她建立纪念碑。
建筑设计合作公司驻布里斯托尔事务所还计划为叶茨建造纪念花园，格罗斯特郡大学则把叶茨的作品集结成书出版，还以叶茨为该校面向学员颁发的年度景观设计奖命名。建筑设计合作公司宣布会在公司成立50周年庆时举办慈善自行车赛，所筹善款将送交叶茨家人指定的慈善组织。叶茨留下的一套地产价值4.7万英镑，其中还包括她留出来计划和里尔登一起买房的钱，由于她没有立下遗嘱，这些遗产均由她父母继承。
2011年1月31日，警方将受害人的遗体送还给她的家人，葬礼在汉普郡安普菲尔德（Ampfield）的圣马可教堂举行，并于2月11日下葬在教堂墓地，葬礼由教区牧师彼得·吉尔克斯（Peter Gilks）主持，有约300人出席。
2013年，独立电视台订购了一部以杰弗里斯被捕为题材的剧情类电视剧，剧集分为两集，于11月开拍，由杰森·沃特金斯（Jason Watkins）饰演男主角。据《布里斯托尔邮报》（Bristol Post）报道，该节目剧本得到杰弗里斯本人首肯，他也支持这个项目。剧集定名《师道尊严》（The Lost Honour of Christopher Jefferies），于2014年12月10至11日播映。2015年5月，该剧在2015年英国学术电视奖角逐中获最佳迷你剧和最佳男主角奖。2015年3月26日，英国第五台纪录片节目《谋杀倒计时》（Countdown to Murder）播出以叶茨案为题材的节目，题为《杀手隔壁：乔安娜·叶茨的最后时刻》（The Killer Next Door: The Last Hours of Joanna Yeates）。

## 坐标
案情调查相关的几个关键位置相应坐标如下：
| 位置                                               | 坐标                                        |
| -------------------------------------------------- | ------------------------------------------- |
| 晚上20点左右，布里斯托尔公园街拉姆酒吧             | 51°27′14″N 2°36′07″W / 51.45402°N 2.60191°W |
| 20点10分左右，布里斯托尔克利夫顿三角地带的维特罗斯 | 51°27′26″N 2°36′30″W / 51.45714°N 2.60834°W |
| 丽晶街的酒类便利店                                 | 51°27′15″N 2°37′06″W / 51.45426°N 2.61829°W |
| 20点40分左右，布里斯托尔丽晶街乐购连锁超市         | 51°27′17″N 2°37′07″W / 51.45472°N 2.61868°W |
| 叶茨的家，布里斯托尔卡宁格路44号                   | 51°27′36″N 2°37′25″W / 51.45991°N 2.62372°W |
| 找到叶茨尸体的地方                                 | 51°26′21″N 2°40′08″W / 51.43922°N 2.66885°W |